# Mejszán kormányzóság

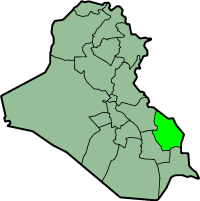
Mejszán kormányzóság elhelyezkedése Irakban

Mejszán kormányzóság (arab betűkkel محافظة ميسان [Muḥāfaẓat Maysān]) Irak 18 kormányzóságának egyike az ország délkeleti részén. Északnyugaton Vászit, keleten Irán, délen Baszra, délnyugaton pedig Dzi Kár kormányzóság határolja. Székhelye el-Amára városa.

## Fordítás
Ez a szócikk részben vagy egészben  a(z)   ميسان (محافظة) című arab Wikipédia-szócikk fordításán alapul.  Az eredeti cikk szerkesztőit annak laptörténete sorolja fel. Ez a jelzés csupán a megfogalmazás eredetét és a szerzői jogokat jelzi, nem szolgál a cikkben szereplő információk forrásmegjelöléseként.